# Lita
Amy Christine Dumas ( /dʊ'mɑː/; Fort Lauderdale, 14 de abril de 1975), conocida como Lita, es una luchadora profesional estadounidense. 
Es reconocida como una de las pioneras más emblemáticas en la industria femenina de la lucha libre, tanto dentro como fuera de WWE.
Durante su carrera logró ser 4 veces Campeona Femenina de la WWE, de las cuales en dos oportunidades fue en el evento estelar de Raw, siendo con Trish Stratus las primeras mujeres en estelarizar dicho programa. Junto a Stratus, Chyna y Victoria se les ha reconocido como mujeres con gran influencia en la lucha libre femenina gracias a sus carreras en la WWF/WWE. En 2014, Lita fue incluida en el WWE Hall of Fame.
También fue líder y vocalista de su banda de punk rock/metal alternativo llamada The Luchagors, que fundó con su entonces novio Shane Morton.

## Biografía
Dumas nació en Fort Lauderdale, Florida , hija de Christine y Michael Dumas, el 14 de abril de 1975. Tiene ascendencia mexicoamericana, puertorriqueña y francesa. Asistió a diferentes escuelas a lo largo de su infancia y adolescencia, y logró terminar la secundaria en la Escuela Secundaria Lassiter seis meses antes de la graduación. También estudió español durante tres años. Asistió a la Universidad del Estado de Georgia, donde se graduó en la educación. Sin embargo, la abandono en 1993 por encontrarla demasiado similar a la secundaria.

## Carrera como luchadora profesional

### Inicios (1997-1999)
Después de ver luchar a Rey Mysterio.Sr (tío del Rey Mysterio de WWE), un atleta mexicano, en un episodio de la WCW, Amy se sintió atraída por la lucha y viajó a México en 1998 para aprender más sobre el deporte y cómo luchar. Dumas financió su entrenamiento bailando en un club bajo seudónimo Misty. Durante su estancia en México, fue entrenada por diversos luchadores, incluyendo Kevin Quinn y Ricky Santana. Después de regresar a los Estados Unidos, Dumas comenzó a combatir en circuitos independientes de lucha. Entre ellos hizo algunas apariciones en la Maryland Championship Wrestling (MCW) y en la NWA Mid-Atlantic, donde se reunió por primera vez con Matt y Jeff Hardy, quienes se ofrecieron a entrenar con ella.

### Extreme Championship Wrestling (1999)
En la primavera de 1999, fue reclutada por Paul Heyman), el propietario de la Extreme Championship Wrestling o ECW (en esos años como compañía aparte de la WWE). Dumas debutó en la ECW bajo el seudónimo de Miss Congeniality como la novia de Danny Doring.
Posteriormente Dumas fue presentada al veterano luchador Dory Funk, Jr., y la invitó a asistir a su escuela de lucha libre. Asistió a esta escuela junto a Funk y otros veintitrés hombres, se graduó en agosto de 1999 y regresó a la ECW. Mientras tanto, Dory Funk y su esposa compilaron varios videos de Dumas y los enviaron a la World Wrestling Federation (hoy WWE). En dicha compañía quedaron lo suficientemente impresionados y decidieron contratarla. Después de cinco meses con ECW, hizo su última aparición el 23 de octubre de 1999.

### World Wrestling Federation / Entertainment

#### Debut (1999-2000)
Dumas firmó contrato con la WWF el 1 de noviembre de 1999, en donde debutó el 13 de febrero de 2000 bajo el nombre de Lita como acompañante del luchador Essa Ríos, haciendo su primera aparición en un capítulo de Sunday Night HEAT, imitando los movimientos de Essa Ríos como el Moonsault y la Huracarrana luego de que este ganara el combate estableciéndose como face. Ambos protagonizaron una rivalidad en contra de Chyna y Eddie Guerrero el que no pasaría a mayores y que finalizaría en un combate entre Eddie y Essa por el Campeonato Europeo siendo Eddie el vencedor. Su relación con Essa Ríos terminó debido a una intervención de ella en un combate lo que le costó la lucha, por lo que este decidió atacarla siendo rescatada por los Hardy Boys (Jeff Hardy y Matt Hardy) con quienes más tarde formó el Team Extreme.

#### Team Xtreme (2000-2002)
Durante el tiempo que estuvo en el Team Extreme Lita se convirtió en la única mujer implicada físicamente en luchas con mesas, sillas y escaleras. El Team Extreme inició una rivalidad con T&A (Test & Albert) con su mánager, la debutante Trish Stratus. Trish atacó a Lita en varias ediciones de RAW y SmackDown!, lo que llevó a ambas a enfrentarse en una Indian Strap match en la edición del 24 de julio de RAW, lucha que ganó Stratus con la ayuda de Stephanie McMahon.

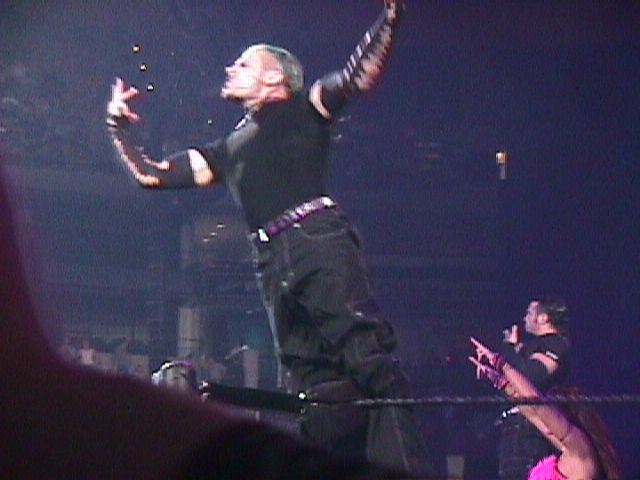
Lita (ropa rosa, al centro) como mánager de los hermanos Hardy en el evento King of the Ring 2000.

Posteriormente iniciaría una rivalidad con la entonces campeona femenina Stephanie McMahon, ambas tienen una lucha decisiva por el título el 21 de agosto de 2000, encuentro que tuvo como árbitro especial a The Rock, donde derrota a Stephanie convirtiéndose por primera vez en campeona femenina, siendo la primera mujer en ganar ese título en el evento estelar o main event en el programa RAW, logró que volvería a repetir en 2004 tras derrotar a Trish Stratus. Tuvo una pequeña rivalidad con Jacqueline en donde tras haberse agredido mutuamente fuera del ring las llevó a enfrentarse por el título en una lucha Hardcore el 9 de octubre en RAW, en donde Lita sale victoriosa.
Lita pierde el título el 2 de noviembre de 2000 en SmackDown! frente a Ivory, en una lucha fatal de 4 esquinas donde además participaron Jacqueline y Trish Stratus, combate en que Edge & Christian aprovechando una distracción del árbitro atacaron a Lita, lo que fue aprovechado por Ivory para ganar el título. Lita intento recuperar el título en varias oportunidades en contra de Ivory incluido el evento Survivor Series en donde no pudo retomarlo debido a la intervención de Steven Richards en cada uno de los combates.
Lita inició una rivalidad con Dean Malenko lo que los llevó a enfrentarse el 19 de febrero en RAW en donde Matt Hardy ayudó a Lita a ganar el encuentro, luego Hardy besó a Lita, y su relación con él se transformó en un romance real que duraría algunos años.
Más tarde Lita comienza a perseguir nuevamente el título femenino, y tras hacer equipo con Chyna (la campeona en ese entonces), se enfrentó a ella por el título en Judgement Day, siendo derrotada por esta. Cabe destacar que esa fue la última lucha de Chyna en la empresa.

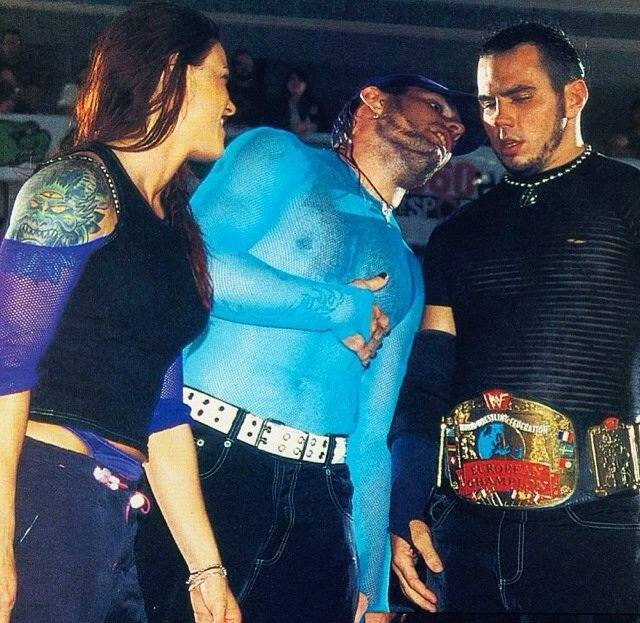
Lita junto a los hermanos Hardy en 2001.

En julio Lita debe unir fuerzas con Trish Stratus y dejar a un lado sus diferencias para derrotar a Torrie Wilson y Stacy Keibler que eran parte de la aliaza de la ECW y la WCW que habían invadido la WWF en ese entonces. Durante los meses que duro la invasión a la WWF, Lita, Trish Stratus y Jacqueline mantuvieron una rivalidad en contra de Ivory, Jazz y Molly Holly. El conflicto terminaría el 18 de noviembre en Survivor Series en donde todas se enfrentaron por el título femenino que Chyna había dejado vacante meses atrás, en donde la lucha y el título fueron ganados por Trish Stratus.
A finales de 2001, el Team Extreme entró en un conflicto interno: los Hardy Boys iniciaron una rivalidad entre ellos lo que los llevó a enfrentarse en Vengeance el 9 de diciembre en donde Lita fue el árbitro especial donde Jeff Hardy ganó la lucha. Continuando con la historia en el siguiente episodio de  RAW, Jeff y Lita fueron derrotados por Matt en una lucha en desventaja, poco después de informar a Lita que tanto su relación y los Hardy Boyz habían terminado. El 17 de diciembre en un episodio de RAW, tanto Jeff y Lita fueron lesionados en una lucha entre Jeff y The Undertaker por el Hardcore Championship (campeonato violento) en donde el Undertaker lanzó a ambos varios metros hacia el suelo desde la escenografía. The Undertaker tras herir a Jeff y a Lita dio lugar a una reconciliación entre los miembros del Team Extreme, y en el episodio 20 de diciembre de SmackDown!, Matt Hardy se enfrenta al Undertaker, pero también resultó herido. Los tres miembros de Team Extreme fueron sacados de pantalla durante varias semanas.
Los Hardy Boys junto con Lita regresaron en febrero de 2002, y Lita comienza nuevamente en su búsqueda por el título femenino el 17 de marzo de 2002, donde participó de la triple amenaza por el título femenino en WrestleMania X8 en contra de Trish Stratus y Jazz, lucha en que no pudo ganar el campeonato.

#### Lesión de cuello y regreso (2002-2003)
El 6 de abril de 2002 mientras filmaba un capítulo para la serie Dark Angel se lesionó seriamente el cuello. Después de que ella se sometió a un TAC, se reveló que había sufrido tres fisuras en sus vértebras, lo que requería de una cirugía, a la que finalmente se sometió el 30 de abril. La posterior rehabilitación causó que Lita estuviese por 17 meses ausente de la acción de la WWE.

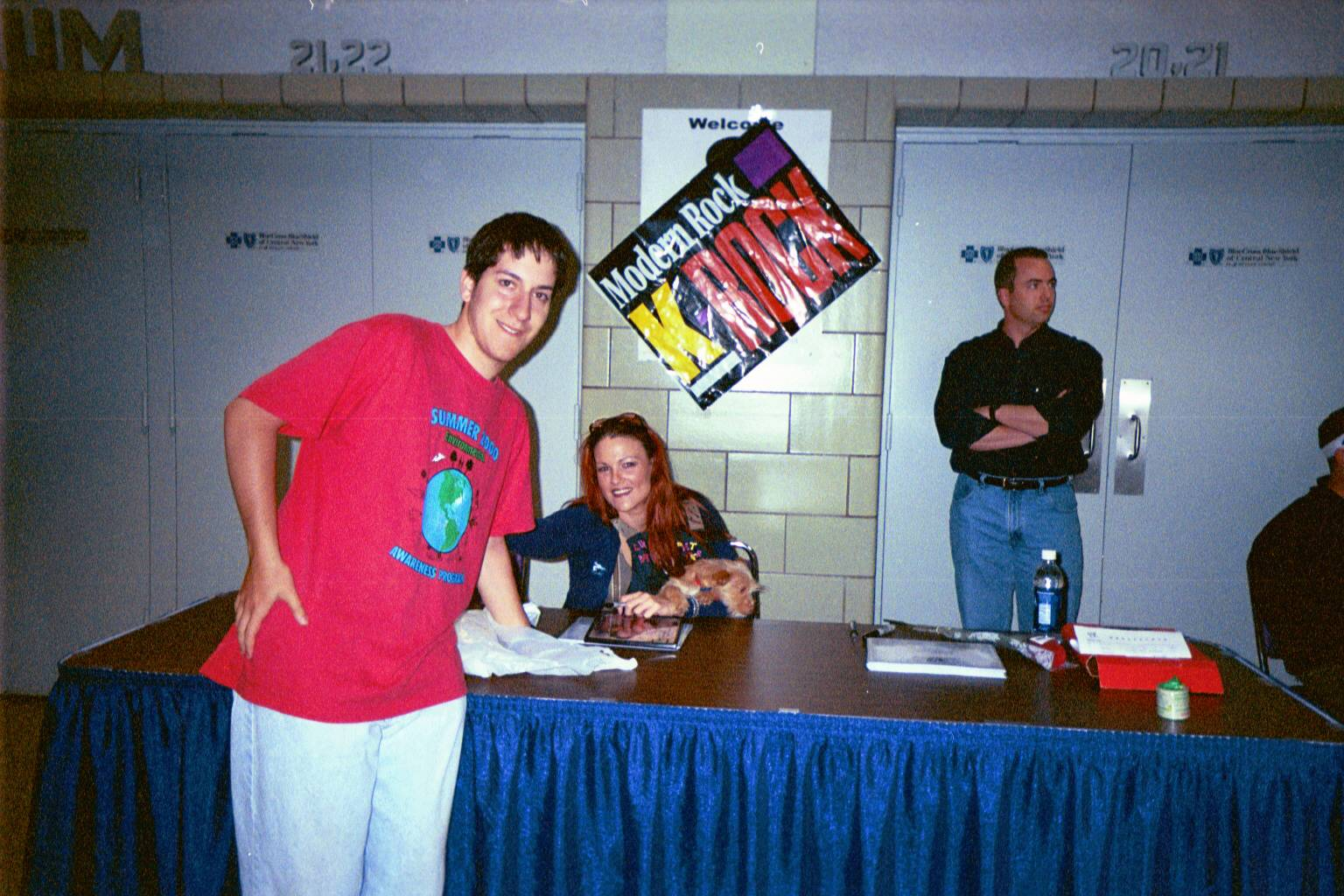
Lita en una firma de autógrafos en 2003.

Tras un par de apariciones esporádicas como comentarista en algunas luchas, Lita regresó sorpresivamente a la WWE en septiembre de 2003 en un capítulo de RAW en donde rescató a Trish Stratus de un ataque de Molly Holly y Gail Kim, lo que lleva a que ambas hicieran pareja para derrotar a Molly Holly y Gail Kim en Unforgiven. Luego inicia una rivalidad con la campeona de ese entonces Molly Holly lo que las llevó a enfrentarse por el título Survivor Series pero debido a una trampa de Molly no pudo ganar el combate.
En el episodio 17 de noviembre de RAW, Lita y Matt Hardy se reunieron después de que Matt Hardy se trasladó a Smackdown! dejando RAW. Continuando con el storyline, Molly Holly interrumpió a Hardy cuando estaba a punto de proponerle matrimonio a Lita, desafiándolos para hacer dúo frente a ella y Eric Bischoff esa noche. Bischoff añade más tarde la condición de que si Lita gana el encuentro ganaría el Campeonato Femenino que en ese entonces pertenecía a Molly. Hardy y Lita perdieron el combate después de Hardy le negó el relevo a Lita dejándola sola en el ring, posteriormente tratándola de egoísta debido a que consideró que ella estaba más preocupada de ganar el título que de él ya que se marchaba a Smack Down!.
El 23 de noviembre en RAW Lita tuvo un combate histórico al luchar contra Victoria en un steel cage match (aquel programa fue un RAW roullette, y Eric Bischoff fue quien giró la ruleta, resultando la estipulación dicha anteriormente) siendo las primeras mujeres en WWE en tener ese tipo de lucha, pero perdió el combate debido a que Matt golpeó la cabeza de Lita con la puerta de la jaula, pero cuando se proponía a agredirla fue rescatada por Christian. Luego de este hecho comenzó a tener un romance en pantalla con Christian (Kayfabe) al mismo tiempo que Trish Stratus lo hacía con Chris Jericho, pero el 1 de diciembre en RAW ambas mujeres descubrieron que entre Christian y Jericho habían hecho una apuesta para ver quién se acostaba primero con una de ellas, lo que causó una rivalidad por parte de ellas lo que las llevó a hacer pareja para enfrentarse a estos dos luchadores en Armageddon en la, denominada por Bischoff, Battle of the Sexes, pero perdieron el combate aunque para los hombres la victoria no fue muy fácil.
Tuvieron una revancha a la siguiente noche en RAW sin resultado.

#### Historia con Kane y feudo con Trish Stratus (2004-2005)
El 23 de febrero, Lita participa en una lucha fatal de 4 esquinas por el Título femenino en RAW pero la lucha y el campeonato fueron ganados por Victoria. En abril, Lita gana una batalla real de Divas ganando una oportunidad titular contra Victoria en Backlash, donde tampoco pudo ganar. Terminada esa lucha, Lita y Victoria fueron atacadas por Trish Stratus y Gail Kim. Las cuatro luchadoras se enfrentaron en Bad Blood por el título femenino, en donde Trish ganó el combate y el campeonato tras cubrir a Lita.
En ese mismo año, Lita inició un storyline con Kane. Por semanas en RAW, Kane acechó a Matt Hardy y a Lita, y con regularidad masacraba a Matt mientras perseguía a Lita, en un momento plantando un beso preocupante sobre la mejilla de esta. En un episodio de junio de RAW, Lita le dijo a Matt que estaba embarazada (Kayfabe), presumiblemente de él. Una semana después, Matt se preparó para proponerle matrimonio a Lita, pero fue interrumpido por Kane, que hizo un acusación terrible. Kane afirmó que el bebé a quien Lita estaba llevando no era el de Matt, sí no de él. En Vengeance, Hardy consiguió, ganarle a Kane en un combate sin descalificacones después del uso de una silla de acero y los escalones del ring. En breve de allí en adelante, Lita recibió una prueba de ADN y descubrió que Kane era efectivamente el padre. Matt dijo a Lita que no le importaba, y todavía quería casarse con ella. Kane sin embargo decidió que también quería casarse con Lita. Una pelea única estaba prevista para SummerSlam, Matt Hardy vs. Kane por el derecho de casarse con Lita. Kane ganó el combate, y el derecho de casarse con ella. El matrimonio tuvo lugar dos semanas más tarde. Un Matt Hardy desesperado trató de bajar e interrumpir la boda, pero una barrera de llamas lo atrasó de llegar al altar. Después de los votos, Kane atacó Hardy y le aplicó brutalmente una garra contralona. Por consiguiente, Hardy estaba gravemente lastimado y fue forzado a irse un tiempo de RAW. El 13 de septiembre, Kane accidentalmente cayó sobre Lita en un combate con Gene Snitsky, causando que ésta "perdiera el hijo de esperaba con Kane" (kayfabe).
En noviembre de 2004 Lita regresa a la división femenina y la rivalidad que hace meses venía arrastrando con Trish Stratus estaba en su apogeo. Trish que se burló constantemente de Lita debido al aumento de peso por su embarazo, lo que la llevó incluso a ser descalificada en el evento Survivor Series en donde le lesiono la nariz a Trish ya que estaba más preocupada de hacerle daño debido a los meses de humillación y los malos tratos verbales de Trish. Semanas más tarde, el 6 de diciembre de 2004 el gerente general de esa noche en RAW, Chris Jericho, anunció que el evento estelar de esa noche Trish debería defender el título femenino frente a Lita, en donde Lita derrota a Trish, ganando por segunda vez en su carrera el Campeonato Femenino de la WWE.
A principios de 2005 Lita pierde el título femenino frente a Trish el 9 de enero en el evento New Year's Revolution debido a que se lesionó una rodilla en pleno combate. En marzo retorna a RAW acompañando a Christy Hemme en donde ambas forman una alianza en contra de Trish para intentar quitarle el título en Wrestlemania 21, pero fracasan en su intento. A pesar de ser entrenada por Lita, Hemme fue derrotada por Stratus en WrestleMania 21. A la noche siguiente en RAW Trish le lesionó nuevamente la rodilla a Lita al intervenir en su lucha con Christy. La rivalidad con Trish se prolongó hasta Backlash en donde Kane derrotó al compañero de Trish, Víscera.

#### Relación con Edge y primer retiro (2005-2006)
La relación entre Kane y Lita se prolongó hasta el 16 de mayo en un episodio de RAW, en donde Lita traicionó a Kane, ayudando a Edge a derrotarlo, iniciando por primera vez un giro a heel. En el episodio del 30 de mayo de RAW, Lita anunció que había presentado el divorcio a Kane. A continuación, intentó casarse con Edge en el episodio del 20 de junio de RAW, pero la ceremonia de matrimonio fue interrumpido por un vengativo Kane, que surgió de debajo del ring. La historia con Kane terminó poco después.
Posteriormente Lita comienza nuevamente su relación con Matt Hardy hasta que sale a la luz pública una situación de la vida real en donde se descubre que Lita le era infiel a Matt con Edge, hecho que la WWE hizo público trasnformándolo en storyline, es desde ese momento que se une a Edge y también es donde termina su giro a Heel. Lita y Edge formaron una de las mejores parejas de la WWE. 
Durante las semanas siguientes, Snitsky fue usado por Edge y Lita para atacar a Kane, así como usado como esbirro por Eric Bischoff. En varios segmentos, Snitsky reveló (kayfabe) tener un rasgo de fetichismo de pies, lo que fue aprovechado por Edge para que Snitsky volviese a atacar a Kane. Además, el pasado de Lita y Snitsky fue olvidado cuando ella admitió que no era culpa suya, y le agradeció a Gene el haber impedido que el hijo de Kane naciese, dejando de que oliera y besara los pies de Lita.
Continuaron la rivalidad en contra de Hardy y en SummerSlam Edge derrotó a Matt. En el episodio del 3 de octubre de RAW, Edge y Matt debieron enfrentarse en una lucha de escaleras y el que perdiera debería marcharse de RAW. Edge se alzó con la victoria gracias a la ayuda de Lita, por lo que Matt fue despedido del programa, pero posteriormente fue readmitido en SmackDown!.
Edge ganó el Campeonato de la WWE el 8 de enero en New Year's Revolution y en el siguiente episodio de RAW quiso celebrarlo con Lita en una fogosa y polémica escena ya que intentaron tener "relaciones" en medio del ring (Kayfabe) pero fueron interrumpidos por Ric Flair y después
John Cena que atacó a Lita aplicándole un "FU". Durante el tiempo que Lita fue novia de Edge fue testigo presencial de la rivalidad entre estos, provocando que Lita también formara una rivalidad con Cena. Entre las oportunidades en que Lita se enfrentó a Cena esta una lucha mixta en donde ella hizo pareja con Edge para enfreantarse a Cena y María. Tras participar en Wrestlemania 22 siendo la acompañante de Edge en una lucha hardcore ante Mick Foley participó en otra lucha en One night Stand con Edge y Mick Foley contra Terry Funk, Tommy Dreamer y Beulah McGillicutty en una lucha Hardcore.
A los pocos meses volvió a iniciar una rivalidad con Trish Stratus en un episodio de  RAW, donde junto a Edge atacaron a Trish mientras esta luchaba pero fue rescatada por Carlito, esa misma noche ambas parejas se enfrentaron, en donde Edge y Lita se alzaron con la victoria. Una semana después, el 14 de agosto de 2006 Lita derrotó a Mickie James y se convirtió por tercera vez en la campeona femenina, título que retendría dos semanas después en la revancha de Mickie.
Ese mismo año Trish anunció que se retiraría de la WWE el 17 de septiembre en Unforgiven y en un capítulo de RAW desafío a Lita por el título femenino esa misma noche, a lo cual Lita aceptó. Al llegar la noche de Unforgiven Trish derrotó a Lita por el título. Como el título quedó vacante debido al retiro de Trish, en RAW comenzó un torneo para determinar quien sería la nueva campeona, torneo en el cual Lita llegó a la final derrotando en esa instancia nuevamente a Mickie James en el evento Cyber Sunday en un Diva Lumberjill Match o lucha de leñadoras. Lita cubrió a Mickie después de un Lita DDT ganado por cuarta vez en su carrera el campeonato femenino. Durante las semanas siguientes Lita se enfrentó a Mickie James en una serie de combates que fueron desventajosos para Mickie, ya que en una oportunidad debió luchar con la muñeca atada a la espalda, en otra con las piernas amarradas y también con la cabeza cubierta, fue en esa última instancia, en la edición del 20 de noviembre en RAW en donde Lita anunció sorpresivamente que se marcharía de la WWE al domingo siguiente en Survivor Series. El discurso dado por Dumas es considerado una de las mejores promos hechas por mujeres en la historia del wrestling profesional, conocida como la Female PipeBomb.
Su retiro se hizo efectivo en dicho evento el 26 de noviembre de 2006, perdiendo su título femenino ante Mickie James, siendo humillada por Cryme Tyme al final de su lucha cuando empezaron a vender sus prendas intimas al público (kayfabe).
Un día después de su retiro de la WWE Lita dijo en una entrevista que ya había pensado en retirarse a mediados de 2005, cuando el conflicto entre Edge y Matt Hardy se encontraba en su apogeo.

### Regreso al circuito independiente (2007, 2012, 2017)
Dumas hizo su debut para la promoción United Wrestling Federation (UWF) en abril de 2007, donde se desempeñó como referí invitada durante un combate entre Christy Hemme y April Hunter. Al día siguiente, realizó su debut luchístico haciendo equipo con Jerry Lynn y derrotando a Austin Starr y Christy Hemme. Debutó para la promoción Family Wrestling Entertainment en el episodio del 28 de abril de 2012, de FWE Television, donde fue referí invitada para una lucha en la que Winter retuvo el Campeonato Femenino de FWE contra Melina Perez.
Lita regreso al ring por primera vez, luego de cinco años de no hacerlo, el 3 de marzo de 2017, participando en un combate por equipos de ocho contra ocho personas realizado por la promoción MCW Pro Wrestling, ubicada en Joppa, Maryland. Ahí, se emparejó con The Bruiser, y The Hell Cats para derrotar al Campeón de MCW Sean Studd, Andy Vineberg, Rayo y Jeremiah.

### Regreso a World Wrestling Entertainment / WWE

#### Apariciones esporádicas (2007-2012)
Tras un año fuera del mundo de la lucha Lita apareció en el capítulo especial de aniversario de RAW en que el programa celebraba 15 años de vida el 10 de diciembre de 2007, en donde también apareció Trish Stratus donde interrumpieron a Jillian Hall cambiando a face mientras cantaba en el ring, atacándola ambas. Luego se abrazaron y se tomaron de las manos dejando en claro que ya no había rivalidad entre ambas. También apareció tras bastidores junto a Kane, su exnovio en la pantalla.
El 1 de noviembre de 2010 en RAW, Lita hizo una breve aparición en un segmento backstage junto a Pee-wee Herman, quien era el Guest Host del día, donde también aparecieron Melina, The Bella Twins, Eve Torres y Mark Henry quienes invitaron a Lita a jugar al Twister. El 12 de diciembre de 2011 en el especial de 3 horas de los Slammy Awards, hizo una aparición, presentando el premio «Divalicious moment of the Year» dándoselo a Kelly Kelly. Después de dárselo Divas of Doom (Natalya & Beth Phoenix) aparecieron para arrebatarle el premio, pero Kelly abofeteó a Phoenix y Lita discutió con Natalya. También hizo su aparición en el RAW 1000th Episode, como la última leyenda a la que se enfrentaría Heath Slater, siendo asistida durante el combate por The APA (JBL & Ron Simmons)  y las leyendas a las que Slater se había enfrentado, ganando el combate después de un Twist of Fate, una Clothesline From Hell de JBL y un Litasault.

#### WWE Hall of Famer y varios trabajos (2014-2022)

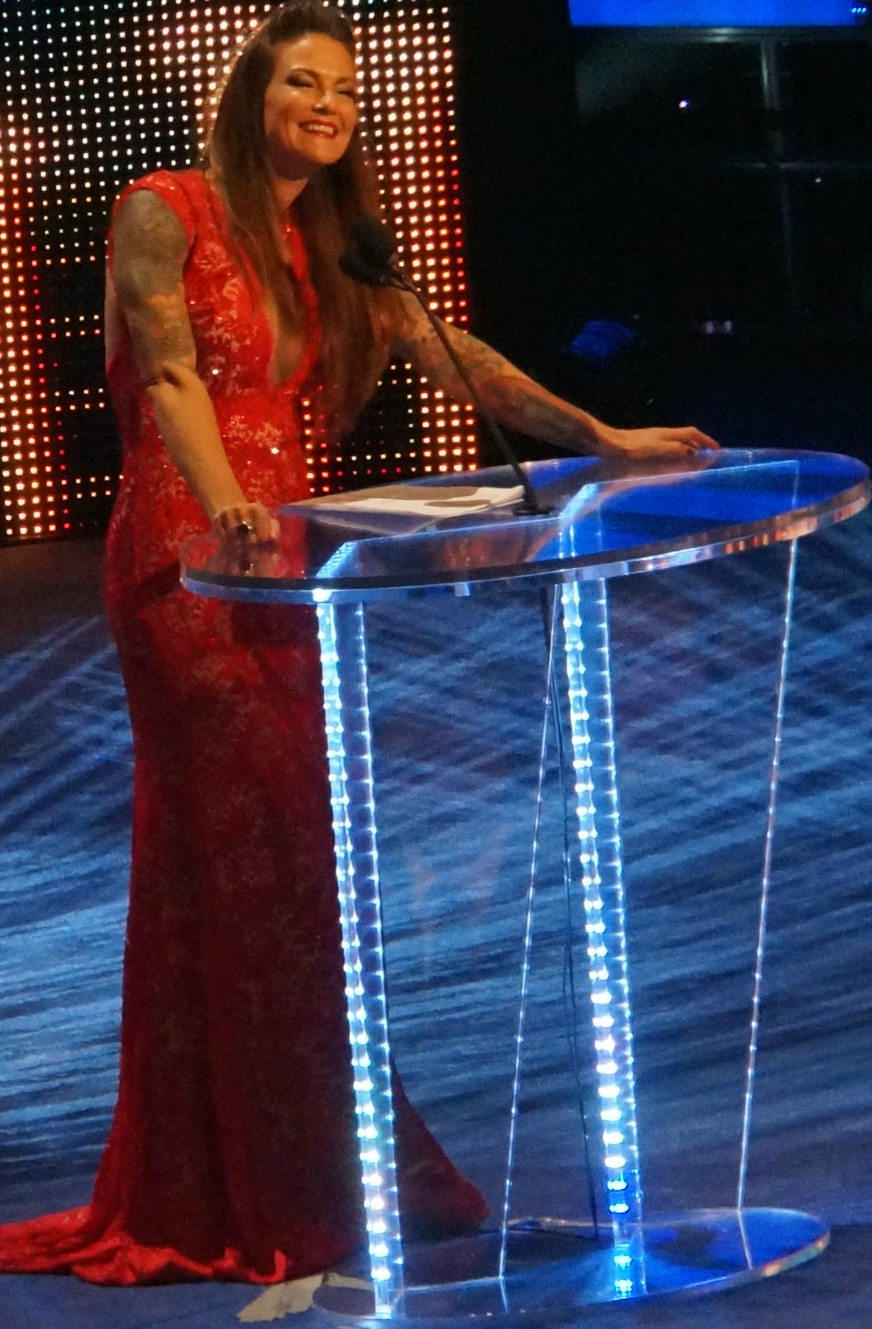
Lita siendo introducida al WWE Hall of Fame en 2014.

El 10 de febrero de 2014 en RAW, se anunció que Lita sería introducida ese año en el WWE Hall of Fame siendo la séptima mujer en ser inducida. En dicha ceremonia fue inducida por Trish Stratus.
El 7 de mayo de 2015, se anunció que Lita trabajaría como entrenador de la sexta temporada de WWE Tough Enough junto a Booker T y Billy Gunn. El 13 de julio, hizo una aparición en Raw realizando un segmento en donde presentó al cast de WWE Tough Enough. Apareció en WrestleMania 32 anunciando que el Divas Championship sería desactivado y estaba un nuevo campeonato en juego el Women's Championship, antes de la lucha entre Charlotte, Becky Lynch y Sasha Banks. También apareció al día siguiente haciendo oficial la entrega del Campeonato a Charlotte. Durante el resto del 2016 estuvo trabajando como anfitriona durante los Kick-Off de Raw, Smackdown y los PPV-s. En junio de 2017, se anunció que Amy formaría parte de los comentaristas del Mae Young Classic junto a Jim Ross y Alundra Blayze.
El 28 de enero del 2018 regresó como participante para el primer Royal Rumble de mujeres, entrando como la #5 y logrando eliminar a Mandy Rose y Tamina, sin embargo Becky Lynch la eliminaría al poco tiempo. El 8 de octubre, apareció en Raw junto a Trish Stratus retando a un combate por equipos a Mickie James y Alexa Bliss, quienes las interrumpieron y aceptaron el combate. El 28 de octubre, enfrentó junto a Trish Stratus a Mickie James y Alicia Fox en el primer PPV exclusivo de mujeres llamado WWE Evolution, saliendo victoriosa. Al día siguiente en Raw hizo equipo con Trish Stratus, Sasha Banks, Natalya y Bayley derrotando a Mickie James, Alicia Fox, Ruby Riott, Liv Morgan y Sarah Logan.

#### Campeona Femenina en Parejas de WWE (2022-presente)
El 7 de enero de 2022, fue anunciada para participar en la Women's Royal Rumble Match en Royal Rumble e hizo su regreso a la siguiente semana en SmackDown! para dar una promo en el ring sobre su carrera y futuro combate, sin embargo fue interrumpida por la Campeona Femenina de SmackDown! Charlotte Flair pero después le aplicó un "Twisted Fate". En Royal Rumble participó en el Women's Royal Rumble Match entrando como número #26, logró eliminar a Mickie James, pero fue eliminada por Charlotte Flair. El 31 de enero en Raw, desafió a Becky Lynch por el Campeonato Femenino de Raw en Elimination Chamber. Tras saberse que el combate se efectuaba en Arabia Saudita, Lita fue tachada de hipócrita ya que años atrás fue una de las que se opusieron a la idea de que WWE celebrara eventos en un país que suprime los derechos de la mujer, llegando a boicotear cualquier evento que se llevase a cabo en Arabia Saudita. Sin embargo, con el tiempo fue cambiando de postura y respondió a las críticas que se trataba algo de negocios. El 19 de febrero en Elimination Chamber, perdió su combate ante Lynch.
Un año después en 2023, Lita regresó a Raw durante un Steel Cage match entre Lynch y Bayley, atacando a esta última y sus compañeras Dakota Kai e Iyo Sky de Damage Control, dando la victoria a Lynch. En el episodio del 27 de febrero de Raw, Lita y Lynch ganaron los Campeonatos Femeninos en Parejas de WWE tras derrotar a las campeonas Iyo y Dakota, luego de que fueran ayudadas por Trish Stratus, dándole a Lita su primer reinado titular desde 2006. El 6 de marzo, Stratus, Lita y Lynch retaron a Damage CTRL a una lucha por equipos de tres contra tres en WrestleMania 39, la cual aceptaron. Este fue el segundo combate de Lita en una WrestleMania. El 1 de abril en la primera noche del evento, Lita, Lynch y Stratus derrotaron al Damage CTRL.

## Carrera musical
Después de su retiro de la lucha libre, Amy Dumas se trasladó de nuevo a Atlanta, Georgia y comenzó a escribir canciones con su exnovio Shane Morton. Los dos formaron la banda The Luchagors en el verano de 2007, y que se estrenó en septiembre de 2007, en un evento de lucha libre denominado Rock-N-Choque en La Masquerade en Atlanta. La banda lanzó su álbum debut, The Luchagors el 11 de septiembre de 2007.
En abril de 2007, Amy Dumas aceptó un trabajo en una emisora de radio de Atlanta como DJ para tocar música punk los domingos por la noche a las 9 p. m. en un programa llamado PunkRockalypse. Posteriormente se presentó en Triplemanía XV cantando.

## Videojuegos
El primer videojuego fue WWF No Mercy, WWF SmackDown! 2: Know Your Role, WWF SmackDown! Just Bring It, Raw, WWE Raw 2 , WWE WrestleMania 21, WWE SmackDown! Shut Your Mouth, WWE SmackDown! Here Comes the Pain, después salió en la nueva versión WWE SmackDown! vs Raw 2006, WWE SmackDown vs Raw 2007 WWE '13 WWE 2K14" "WWE 2K16" con el "DLC" legends pack y en "WWE 2K17", "WWE SuperCard", "WWE 2K18" , "WWE 2K19", "WWE 2K20" y "WWE 2K23".

## Campeonatos y logros

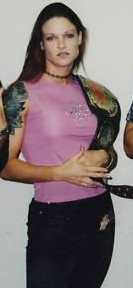
Lita es cuatro veces Campeona Femenina de WWE.

- World Wrestling Federation / Entertainment / WWE
  - WWF/E Women's Championship (4 veces)[3][57]
  - WWE Women's Tag Team Championship (1 vez) - con Becky Lynch.
  - WWE Hall of Fame (2014)

- American Chronicle
  - Mujer del año (2006)[58]

- Pro Wrestling Illustrated
  - PWI Feudo del año - 2005, con Edge vs. Matt Hardy[59]
  - PWI Mujer del año - 2001[60]